# Deta Air

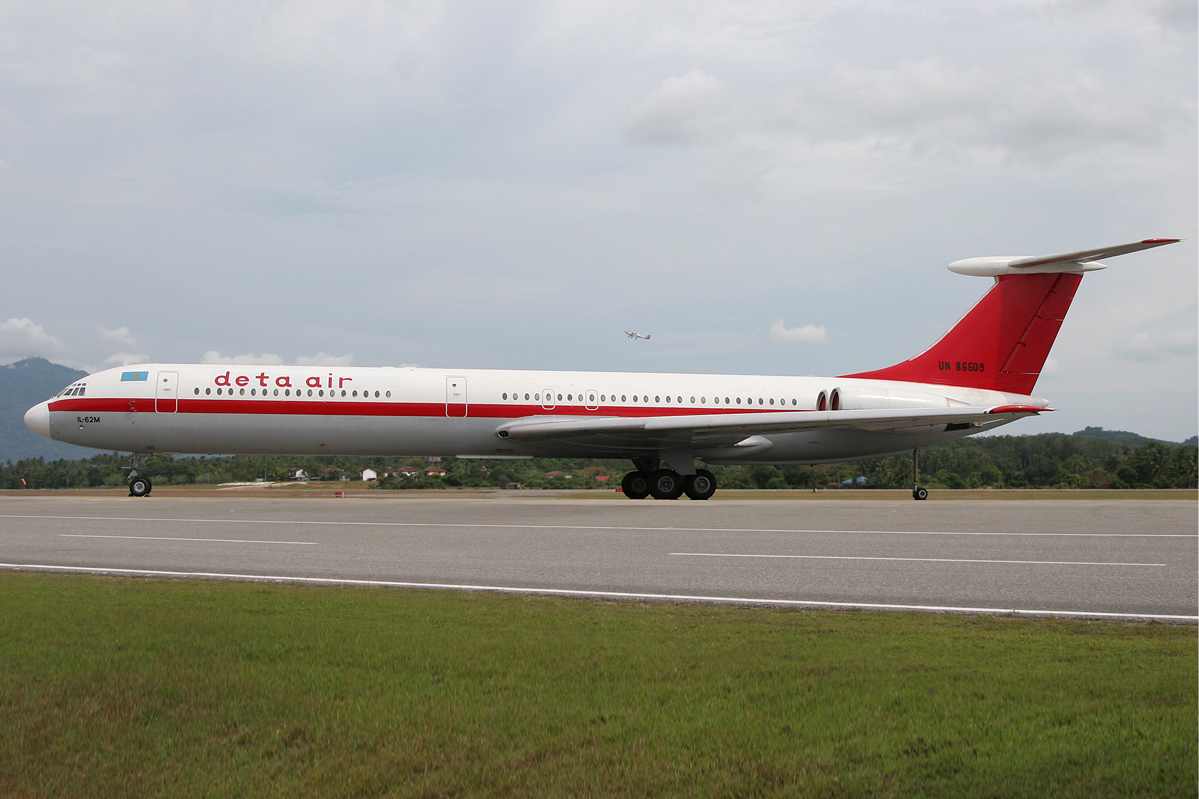
Ił-62 linii Deta Air

Deta Air (D.E.T.A. LLP) – zlikwidowane kazachskie linie lotnicze.

## Historia
Linie zostały założone w 2003 roku, lecz przewozy rozpoczęły trzy lata później samolotami Ił-62. Następnie do floty rozpoczęto wprowadzać większe samoloty typu McDonnell Douglas DC-10-40F. Linie wykonywały połączenia pasażerskie przy użyciu maszyn Ił-62 oraz cargo dzięki samolotom DC-10. W sierpniu 2012 roku linie opuścił sprzedany do Trust Air Ił-62 a w listopadzie sprzedany do Aerosvit Boeing 737. W 2013 roku linie zaprzestały operacji na samolotach Ił-62. W tym samym roku Ministerstwo Transportu i Komunikacji Kazachstanu odebrało Deta Air koncesję na wykonywanie przewozów lotniczych.  

## Kierunki lotów
- Chiny
  - Hohhot
- Gruzja
  - Tbilisi
- Kazachstan
  - Ałmaty
  - Szymkent
- Hongkong
  - Hongkong
- Turcja
  - Stambuł

## Flota
Linie Deta Air w swojej flocie posiadały maszyny:
- 3 Ił-62 (1 sprzedany do Trust Air w 2012r.)
- 1 Boeing 737 (Sprzedany do Aerosvit w 2012r.)
- 2 McDonnell Douglas DC-10-40F